# Kazachstanicus margaritae
Kazachstanicus margaritae är en insektsart som beskrevs av Dlabola 1961. Kazachstanicus margaritae ingår i släktet Kazachstanicus och familjen dvärgstritar. Inga underarter finns listade i Catalogue of Life.